# Mizuki Hamada
Mizuki Hamada (濱田 水輝 Hamada Mizuki?), född 18 maj 1990 i New Jersey, är en japansk fotbollsspelare.
Hamada började sin karriär 2009 i Urawa Reds. 2013 blev han utlånad till Albirex Niigata. Han gick tillbaka till Urawa Reds 2014. 2015 flyttade han till Avispa Fukuoka. 2018 flyttade han till Fagiano Okayama.